# Luigi Lai
Luigi Lai (San Vito, 25 luglio 1932) è un musicista italiano, erede della scuola del Sarrabus di suonatori di launeddas.

## Biografia
Luigi Lai è un virtuoso delle launeddas, strumento popolare tricalamo identitario della Sardegna .
Quando Lai era un bambino, nella vicina Villaputzu vivevano alcuni grandi suonatori di launeddas tra cui Antonio Lara ed Efisio Melis, di cui fu allievo; negli anni Sessanta ha inoltre studiato sassofono presso l’Accademia musicale di Zurigo. Dagli anni Ottanta è attivo come didatta  . Nel 1997,  ha scritto (in italiano e inglese) il pionieristico  Metodo per le launeddas, con l’intento di trasmettere la cultura tradizionale secondo i canoni della musica colta.  Dal 2017, insegna presso il Conservatorio di Cagliari 
Riconosciuto nel mondo, per meriti artistici, nel 1985, Lai è stato nominato Maestro del Folklore, nel 1988, Cavaliere della Repubblica. Nel 2014, è stato insignito del titolo di Ufficiale della Repubblica 
Ha collaborato con illustri rappresentanti della musica sarda - quali Maria Carta, Tenores di Bitti Remunnu 'e Locu, Tenores di Neoneli, Piero Marras, Totore Chessa -  e della  musica jazz, come Paolo Fresu, Enrico Rava, Tullio De Piscopo, Enzo Avitabile, Enzo Favata,  Gavino Murgia.  A partire dagli anni settanta ha collaborato e svolto numerose tournée con Angelo Branduardi , suonando in alcuni album tra cui La pulce d'acqua e Concerto.
Intenso è stato il suo rapporto con il ricercatore e suonatore di cornamusa scozzese Barnaby Brown, il quale gli ha dedicato un cortometraggio .
La prima incisione , Luigi Lai e le sue launeddas, è del 1963, un 45 giri pubblicato per l’etichetta svizzera “Elite Special”.  Sue opere discografiche sono  i due volumi del cd Is Launeddas (1985), Canne in Armonia (1997) e S'arreppiccu (2003). 
Nel 2008, a San Vito (Ca), Lai ha dato vita alla Accademia delle Launeddas, centro multifunzionale, per conferenze, attività didattiche e di studio e per realizzare performance dal vivo o registrazioni .
Alla sua attività di musicista si sono interessati diversi etnomusicologi, tra cui Roberto Leydi, Pietro Sassu, Giovanni Dore, Paolo Mercurio.  Nel 2018 viene pubblicato un suo libro autobiografico, scritto in collaborazione con Gabriele Congiu.
Di grande rilievo è stata la sua opera di divulgazione, in Italia e nel Mondo, del patrimonio dello strumento, quanto importante è stata l'opera di insegnamento a numerosi allievi, anche attraverso l'apertura di varie scuole in diverse parti della Sardegna.
Gli allievi dotati, ed assidui nello studio dello strumento, sono seguiti personalmente dal maestro, che insegna loro seguendo quattro principi fondamentali:
1. precisione nell'esecuzione:
2. studio delle nodas in modo ragionato (poiché dal cervello partono i comandi per le dita).
3. tempo cadenzato, evitando di eccedere nella velocità d'esecuzione, soprattutto durante la fase di studio.
4. rispetto del maestro e fiducia nei suoi consigli.

Alcuni comuni sardi hanno conferito la cittadinanza onoraria a Lai per la sua attività musicale: Ussaramanna nel 2013, Barumini (dove fece la sua prima esibizione da solista) nel 2016 e Sestu nel 2019.
Il 14 Febbraio 2023 riceve la Laurea ad honorem presso l'Università di Bologna; è il primo caso in Italia in cui viene attribuita a un musicista di tradizione orale.